# Neotherevella citrina
Neotherevella citrina är en tvåvingeart som först beskrevs av Becker 1902.  Neotherevella citrina ingår i släktet Neotherevella och familjen stilettflugor. Inga underarter finns listade i Catalogue of Life.